# Coupe féminine de l'UEFA 2007-2008
Navigation
Édition précédente Édition suivante
La Coupe féminine de l'UEFA 2007-2008 est la septième édition de la plus importante compétition inter-clubs européenne de football féminin. 
Elle se déroule lors de la saison 2007-2008 et oppose les vainqueurs des différents championnats européens de la saison précédente.
La finale se déroule en une rencontre aller-retour et voit la victoire du FFC Francfort face à l'Umeå IK sur le score cumulé de quatre buts à trois.

## Participants
Le schéma de qualification pour la Coupe féminine de l'UEFA 2007-2008 est identique à celui de la saison précédente :
- le tenant du titre est directement qualifié pour la deuxième phase de groupes,
- les quatre meilleures associations selon l'UEFA ont leurs clubs champion qualifié directement pour la deuxième phase de groupes,
- les quarante autres associations présentant un clubs pour cette compétition passe par une première phase de groupes, pour rejoindre les cinq autres équipes.

Contrairement à la Ligue des champions masculine, les fédérations européennes ne présentent pas toutes une équipe, donc le nombre exact d'équipes n'est pas fixé jusqu'à ce que la liste d'accès soit complètement connue.
| Deuxième phase de groupes | Deuxième phase de groupes | Deuxième phase de groupes | Deuxième phase de groupes | Deuxième phase de groupes | Deuxième phase de groupes | Deuxième phase de groupes | Deuxième phase de groupes | Deuxième phase de groupes | Deuxième phase de groupes | Deuxième phase de groupes | Deuxième phase de groupes | Deuxième phase de groupes | Deuxième phase de groupes | Deuxième phase de groupes | Deuxième phase de groupes |
| --- | --- | --- | --- | --- | --- | --- | --- | --- | --- | --- | --- | --- | --- | --- | --- |
| - Arsenal LFC Champion d'Europe 2006-2007 - FFC Francfort Champion d'Allemagne 2006-2007 - Umeå IK Champion de Suède 2006 | - Arsenal LFC Champion d'Europe 2006-2007 - FFC Francfort Champion d'Allemagne 2006-2007 - Umeå IK Champion de Suède 2006 | - Arsenal LFC Champion d'Europe 2006-2007 - FFC Francfort Champion d'Allemagne 2006-2007 - Umeå IK Champion de Suède 2006 | - Arsenal LFC Champion d'Europe 2006-2007 - FFC Francfort Champion d'Allemagne 2006-2007 - Umeå IK Champion de Suède 2006 | - Arsenal LFC Champion d'Europe 2006-2007 - FFC Francfort Champion d'Allemagne 2006-2007 - Umeå IK Champion de Suède 2006 | - Arsenal LFC Champion d'Europe 2006-2007 - FFC Francfort Champion d'Allemagne 2006-2007 - Umeå IK Champion de Suède 2006 | - Arsenal LFC Champion d'Europe 2006-2007 - FFC Francfort Champion d'Allemagne 2006-2007 - Umeå IK Champion de Suède 2006 | - Arsenal LFC Champion d'Europe 2006-2007 - FFC Francfort Champion d'Allemagne 2006-2007 - Umeå IK Champion de Suède 2006 | - Brøndby IF Champion du Danemark 2006-2007 - Kolbotn Fotball Champion de Norvège 2006 | - Brøndby IF Champion du Danemark 2006-2007 - Kolbotn Fotball Champion de Norvège 2006 | - Brøndby IF Champion du Danemark 2006-2007 - Kolbotn Fotball Champion de Norvège 2006 | - Brøndby IF Champion du Danemark 2006-2007 - Kolbotn Fotball Champion de Norvège 2006 | - Brøndby IF Champion du Danemark 2006-2007 - Kolbotn Fotball Champion de Norvège 2006 | - Brøndby IF Champion du Danemark 2006-2007 - Kolbotn Fotball Champion de Norvège 2006 | - Brøndby IF Champion du Danemark 2006-2007 - Kolbotn Fotball Champion de Norvège 2006 | - Brøndby IF Champion du Danemark 2006-2007 - Kolbotn Fotball Champion de Norvège 2006 |
| Première phase de groupes | | | | | | | | | | | | | | | |
| - Everton LFC Vice-champion d'Angleterre 2006-2007 - AC Sparta Prague Champion de République tchèque 2006-2007 - FK Napredak Kruševac Champion de Serbie 2006-2007 - Ruslan-93 Champion d'Azerbaïdjan 2006-2007 - ASDCF Bardolino Vérone Champion d'Italie 2006-2007 - Olympique lyonnais Champion de France 2006-2007 - WFC Rossiyanka Champion de Russie 2006 - Valur Reykjavik Champion d'Islande 2006 - Athletic Club Champion d'Espagne 2006-2007 - ADO La Haye Champion des Pays-Bas 2006-2007 - FK Universitet Vitebsk Champion de Biélorussie 2006 - Gol Częstochowa (en) Champion de Pologne 2006-2007 - FC Femina Champion de Hongrie 2006-2007 - FC Honka Champion de Finlande 2006 - PAOK Salonique Champion de Grèce 2006-2007 - FFC Zuchwil 05 Champion de Suisse 2006-2007 - Hibernian Ladies Champion d'Écosse 2006 - SU 1er Décembre Champion du Portugal 2006-2007 - KÍ Klaksvík Champion des Îles Féroé 2006 - FC Narta Chişinău Champion de Moldavie 2006-2007 | - Everton LFC Vice-champion d'Angleterre 2006-2007 - AC Sparta Prague Champion de République tchèque 2006-2007 - FK Napredak Kruševac Champion de Serbie 2006-2007 - Ruslan-93 Champion d'Azerbaïdjan 2006-2007 - ASDCF Bardolino Vérone Champion d'Italie 2006-2007 - Olympique lyonnais Champion de France 2006-2007 - WFC Rossiyanka Champion de Russie 2006 - Valur Reykjavik Champion d'Islande 2006 - Athletic Club Champion d'Espagne 2006-2007 - ADO La Haye Champion des Pays-Bas 2006-2007 - FK Universitet Vitebsk Champion de Biélorussie 2006 - Gol Częstochowa (en) Champion de Pologne 2006-2007 - FC Femina Champion de Hongrie 2006-2007 - FC Honka Champion de Finlande 2006 - PAOK Salonique Champion de Grèce 2006-2007 - FFC Zuchwil 05 Champion de Suisse 2006-2007 - Hibernian Ladies Champion d'Écosse 2006 - SU 1er Décembre Champion du Portugal 2006-2007 - KÍ Klaksvík Champion des Îles Féroé 2006 - FC Narta Chişinău Champion de Moldavie 2006-2007 | - Everton LFC Vice-champion d'Angleterre 2006-2007 - AC Sparta Prague Champion de République tchèque 2006-2007 - FK Napredak Kruševac Champion de Serbie 2006-2007 - Ruslan-93 Champion d'Azerbaïdjan 2006-2007 - ASDCF Bardolino Vérone Champion d'Italie 2006-2007 - Olympique lyonnais Champion de France 2006-2007 - WFC Rossiyanka Champion de Russie 2006 - Valur Reykjavik Champion d'Islande 2006 - Athletic Club Champion d'Espagne 2006-2007 - ADO La Haye Champion des Pays-Bas 2006-2007 - FK Universitet Vitebsk Champion de Biélorussie 2006 - Gol Częstochowa (en) Champion de Pologne 2006-2007 - FC Femina Champion de Hongrie 2006-2007 - FC Honka Champion de Finlande 2006 - PAOK Salonique Champion de Grèce 2006-2007 - FFC Zuchwil 05 Champion de Suisse 2006-2007 - Hibernian Ladies Champion d'Écosse 2006 - SU 1er Décembre Champion du Portugal 2006-2007 - KÍ Klaksvík Champion des Îles Féroé 2006 - FC Narta Chişinău Champion de Moldavie 2006-2007 | - Everton LFC Vice-champion d'Angleterre 2006-2007 - AC Sparta Prague Champion de République tchèque 2006-2007 - FK Napredak Kruševac Champion de Serbie 2006-2007 - Ruslan-93 Champion d'Azerbaïdjan 2006-2007 - ASDCF Bardolino Vérone Champion d'Italie 2006-2007 - Olympique lyonnais Champion de France 2006-2007 - WFC Rossiyanka Champion de Russie 2006 - Valur Reykjavik Champion d'Islande 2006 - Athletic Club Champion d'Espagne 2006-2007 - ADO La Haye Champion des Pays-Bas 2006-2007 - FK Universitet Vitebsk Champion de Biélorussie 2006 - Gol Częstochowa (en) Champion de Pologne 2006-2007 - FC Femina Champion de Hongrie 2006-2007 - FC Honka Champion de Finlande 2006 - PAOK Salonique Champion de Grèce 2006-2007 - FFC Zuchwil 05 Champion de Suisse 2006-2007 - Hibernian Ladies Champion d'Écosse 2006 - SU 1er Décembre Champion du Portugal 2006-2007 - KÍ Klaksvík Champion des Îles Féroé 2006 - FC Narta Chişinău Champion de Moldavie 2006-2007 | - Everton LFC Vice-champion d'Angleterre 2006-2007 - AC Sparta Prague Champion de République tchèque 2006-2007 - FK Napredak Kruševac Champion de Serbie 2006-2007 - Ruslan-93 Champion d'Azerbaïdjan 2006-2007 - ASDCF Bardolino Vérone Champion d'Italie 2006-2007 - Olympique lyonnais Champion de France 2006-2007 - WFC Rossiyanka Champion de Russie 2006 - Valur Reykjavik Champion d'Islande 2006 - Athletic Club Champion d'Espagne 2006-2007 - ADO La Haye Champion des Pays-Bas 2006-2007 - FK Universitet Vitebsk Champion de Biélorussie 2006 - Gol Częstochowa (en) Champion de Pologne 2006-2007 - FC Femina Champion de Hongrie 2006-2007 - FC Honka Champion de Finlande 2006 - PAOK Salonique Champion de Grèce 2006-2007 - FFC Zuchwil 05 Champion de Suisse 2006-2007 - Hibernian Ladies Champion d'Écosse 2006 - SU 1er Décembre Champion du Portugal 2006-2007 - KÍ Klaksvík Champion des Îles Féroé 2006 - FC Narta Chişinău Champion de Moldavie 2006-2007 | - Everton LFC Vice-champion d'Angleterre 2006-2007 - AC Sparta Prague Champion de République tchèque 2006-2007 - FK Napredak Kruševac Champion de Serbie 2006-2007 - Ruslan-93 Champion d'Azerbaïdjan 2006-2007 - ASDCF Bardolino Vérone Champion d'Italie 2006-2007 - Olympique lyonnais Champion de France 2006-2007 - WFC Rossiyanka Champion de Russie 2006 - Valur Reykjavik Champion d'Islande 2006 - Athletic Club Champion d'Espagne 2006-2007 - ADO La Haye Champion des Pays-Bas 2006-2007 - FK Universitet Vitebsk Champion de Biélorussie 2006 - Gol Częstochowa (en) Champion de Pologne 2006-2007 - FC Femina Champion de Hongrie 2006-2007 - FC Honka Champion de Finlande 2006 - PAOK Salonique Champion de Grèce 2006-2007 - FFC Zuchwil 05 Champion de Suisse 2006-2007 - Hibernian Ladies Champion d'Écosse 2006 - SU 1er Décembre Champion du Portugal 2006-2007 - KÍ Klaksvík Champion des Îles Féroé 2006 - FC Narta Chişinău Champion de Moldavie 2006-2007 | - Everton LFC Vice-champion d'Angleterre 2006-2007 - AC Sparta Prague Champion de République tchèque 2006-2007 - FK Napredak Kruševac Champion de Serbie 2006-2007 - Ruslan-93 Champion d'Azerbaïdjan 2006-2007 - ASDCF Bardolino Vérone Champion d'Italie 2006-2007 - Olympique lyonnais Champion de France 2006-2007 - WFC Rossiyanka Champion de Russie 2006 - Valur Reykjavik Champion d'Islande 2006 - Athletic Club Champion d'Espagne 2006-2007 - ADO La Haye Champion des Pays-Bas 2006-2007 - FK Universitet Vitebsk Champion de Biélorussie 2006 - Gol Częstochowa (en) Champion de Pologne 2006-2007 - FC Femina Champion de Hongrie 2006-2007 - FC Honka Champion de Finlande 2006 - PAOK Salonique Champion de Grèce 2006-2007 - FFC Zuchwil 05 Champion de Suisse 2006-2007 - Hibernian Ladies Champion d'Écosse 2006 - SU 1er Décembre Champion du Portugal 2006-2007 - KÍ Klaksvík Champion des Îles Féroé 2006 - FC Narta Chişinău Champion de Moldavie 2006-2007 | - Everton LFC Vice-champion d'Angleterre 2006-2007 - AC Sparta Prague Champion de République tchèque 2006-2007 - FK Napredak Kruševac Champion de Serbie 2006-2007 - Ruslan-93 Champion d'Azerbaïdjan 2006-2007 - ASDCF Bardolino Vérone Champion d'Italie 2006-2007 - Olympique lyonnais Champion de France 2006-2007 - WFC Rossiyanka Champion de Russie 2006 - Valur Reykjavik Champion d'Islande 2006 - Athletic Club Champion d'Espagne 2006-2007 - ADO La Haye Champion des Pays-Bas 2006-2007 - FK Universitet Vitebsk Champion de Biélorussie 2006 - Gol Częstochowa (en) Champion de Pologne 2006-2007 - FC Femina Champion de Hongrie 2006-2007 - FC Honka Champion de Finlande 2006 - PAOK Salonique Champion de Grèce 2006-2007 - FFC Zuchwil 05 Champion de Suisse 2006-2007 - Hibernian Ladies Champion d'Écosse 2006 - SU 1er Décembre Champion du Portugal 2006-2007 - KÍ Klaksvík Champion des Îles Féroé 2006 - FC Narta Chişinău Champion de Moldavie 2006-2007 | - CFF Clujana Champion de Roumanie 2006-2007 - Mayo FC Champion d'Irlande 2006-2007 - Glentoran Belfast United Champion d'Irlande du Nord 2006 - Arsenal Kharkiv Champion d'Ukraine 2006-2007 - SV Neulengbach Champion d'Autriche 2006-2007 - KFC Rapide Wezemaal Champion de Belgique 2006-2007 - Maccabi Holon FC Champion d'Israël 2006-2007 - ŽNK Osijek Champion de Croatie 2006-2007 - Cardiff City LFC Champion du pays de Galles 2006-2007 - Pärnu JK Champion d'Estonie 2006 - ŽNK Krka Champion de Slovénie 2006-2007 - AEK Kokkinochorion Champion de Chypre 2006-2007 - FK Slovan Duslo Šaľa Champion de Slovaquie 2006-2007 - ZFK Škiponjat Champion de Macédoine 2006-2007 - ŽNK SFK 2000 Sarajevo Champion de Bosnie-Herzégovine 2006-2007 - Alma KTZH Champion de Kazakhstan 2006 - FC NSA Sofia Champion de Bulgarie 2006-2007 - FK Gintra Universitetas Champion de Lituanie 2006 - Dinamo Tbilissi Champion de Géorgie 2006-2007 - Birkirkara FC Champion de Malte 2006-2007 | - CFF Clujana Champion de Roumanie 2006-2007 - Mayo FC Champion d'Irlande 2006-2007 - Glentoran Belfast United Champion d'Irlande du Nord 2006 - Arsenal Kharkiv Champion d'Ukraine 2006-2007 - SV Neulengbach Champion d'Autriche 2006-2007 - KFC Rapide Wezemaal Champion de Belgique 2006-2007 - Maccabi Holon FC Champion d'Israël 2006-2007 - ŽNK Osijek Champion de Croatie 2006-2007 - Cardiff City LFC Champion du pays de Galles 2006-2007 - Pärnu JK Champion d'Estonie 2006 - ŽNK Krka Champion de Slovénie 2006-2007 - AEK Kokkinochorion Champion de Chypre 2006-2007 - FK Slovan Duslo Šaľa Champion de Slovaquie 2006-2007 - ZFK Škiponjat Champion de Macédoine 2006-2007 - ŽNK SFK 2000 Sarajevo Champion de Bosnie-Herzégovine 2006-2007 - Alma KTZH Champion de Kazakhstan 2006 - FC NSA Sofia Champion de Bulgarie 2006-2007 - FK Gintra Universitetas Champion de Lituanie 2006 - Dinamo Tbilissi Champion de Géorgie 2006-2007 - Birkirkara FC Champion de Malte 2006-2007 | - CFF Clujana Champion de Roumanie 2006-2007 - Mayo FC Champion d'Irlande 2006-2007 - Glentoran Belfast United Champion d'Irlande du Nord 2006 - Arsenal Kharkiv Champion d'Ukraine 2006-2007 - SV Neulengbach Champion d'Autriche 2006-2007 - KFC Rapide Wezemaal Champion de Belgique 2006-2007 - Maccabi Holon FC Champion d'Israël 2006-2007 - ŽNK Osijek Champion de Croatie 2006-2007 - Cardiff City LFC Champion du pays de Galles 2006-2007 - Pärnu JK Champion d'Estonie 2006 - ŽNK Krka Champion de Slovénie 2006-2007 - AEK Kokkinochorion Champion de Chypre 2006-2007 - FK Slovan Duslo Šaľa Champion de Slovaquie 2006-2007 - ZFK Škiponjat Champion de Macédoine 2006-2007 - ŽNK SFK 2000 Sarajevo Champion de Bosnie-Herzégovine 2006-2007 - Alma KTZH Champion de Kazakhstan 2006 - FC NSA Sofia Champion de Bulgarie 2006-2007 - FK Gintra Universitetas Champion de Lituanie 2006 - Dinamo Tbilissi Champion de Géorgie 2006-2007 - Birkirkara FC Champion de Malte 2006-2007 | - CFF Clujana Champion de Roumanie 2006-2007 - Mayo FC Champion d'Irlande 2006-2007 - Glentoran Belfast United Champion d'Irlande du Nord 2006 - Arsenal Kharkiv Champion d'Ukraine 2006-2007 - SV Neulengbach Champion d'Autriche 2006-2007 - KFC Rapide Wezemaal Champion de Belgique 2006-2007 - Maccabi Holon FC Champion d'Israël 2006-2007 - ŽNK Osijek Champion de Croatie 2006-2007 - Cardiff City LFC Champion du pays de Galles 2006-2007 - Pärnu JK Champion d'Estonie 2006 - ŽNK Krka Champion de Slovénie 2006-2007 - AEK Kokkinochorion Champion de Chypre 2006-2007 - FK Slovan Duslo Šaľa Champion de Slovaquie 2006-2007 - ZFK Škiponjat Champion de Macédoine 2006-2007 - ŽNK SFK 2000 Sarajevo Champion de Bosnie-Herzégovine 2006-2007 - Alma KTZH Champion de Kazakhstan 2006 - FC NSA Sofia Champion de Bulgarie 2006-2007 - FK Gintra Universitetas Champion de Lituanie 2006 - Dinamo Tbilissi Champion de Géorgie 2006-2007 - Birkirkara FC Champion de Malte 2006-2007 | - CFF Clujana Champion de Roumanie 2006-2007 - Mayo FC Champion d'Irlande 2006-2007 - Glentoran Belfast United Champion d'Irlande du Nord 2006 - Arsenal Kharkiv Champion d'Ukraine 2006-2007 - SV Neulengbach Champion d'Autriche 2006-2007 - KFC Rapide Wezemaal Champion de Belgique 2006-2007 - Maccabi Holon FC Champion d'Israël 2006-2007 - ŽNK Osijek Champion de Croatie 2006-2007 - Cardiff City LFC Champion du pays de Galles 2006-2007 - Pärnu JK Champion d'Estonie 2006 - ŽNK Krka Champion de Slovénie 2006-2007 - AEK Kokkinochorion Champion de Chypre 2006-2007 - FK Slovan Duslo Šaľa Champion de Slovaquie 2006-2007 - ZFK Škiponjat Champion de Macédoine 2006-2007 - ŽNK SFK 2000 Sarajevo Champion de Bosnie-Herzégovine 2006-2007 - Alma KTZH Champion de Kazakhstan 2006 - FC NSA Sofia Champion de Bulgarie 2006-2007 - FK Gintra Universitetas Champion de Lituanie 2006 - Dinamo Tbilissi Champion de Géorgie 2006-2007 - Birkirkara FC Champion de Malte 2006-2007 | - CFF Clujana Champion de Roumanie 2006-2007 - Mayo FC Champion d'Irlande 2006-2007 - Glentoran Belfast United Champion d'Irlande du Nord 2006 - Arsenal Kharkiv Champion d'Ukraine 2006-2007 - SV Neulengbach Champion d'Autriche 2006-2007 - KFC Rapide Wezemaal Champion de Belgique 2006-2007 - Maccabi Holon FC Champion d'Israël 2006-2007 - ŽNK Osijek Champion de Croatie 2006-2007 - Cardiff City LFC Champion du pays de Galles 2006-2007 - Pärnu JK Champion d'Estonie 2006 - ŽNK Krka Champion de Slovénie 2006-2007 - AEK Kokkinochorion Champion de Chypre 2006-2007 - FK Slovan Duslo Šaľa Champion de Slovaquie 2006-2007 - ZFK Škiponjat Champion de Macédoine 2006-2007 - ŽNK SFK 2000 Sarajevo Champion de Bosnie-Herzégovine 2006-2007 - Alma KTZH Champion de Kazakhstan 2006 - FC NSA Sofia Champion de Bulgarie 2006-2007 - FK Gintra Universitetas Champion de Lituanie 2006 - Dinamo Tbilissi Champion de Géorgie 2006-2007 - Birkirkara FC Champion de Malte 2006-2007 | - CFF Clujana Champion de Roumanie 2006-2007 - Mayo FC Champion d'Irlande 2006-2007 - Glentoran Belfast United Champion d'Irlande du Nord 2006 - Arsenal Kharkiv Champion d'Ukraine 2006-2007 - SV Neulengbach Champion d'Autriche 2006-2007 - KFC Rapide Wezemaal Champion de Belgique 2006-2007 - Maccabi Holon FC Champion d'Israël 2006-2007 - ŽNK Osijek Champion de Croatie 2006-2007 - Cardiff City LFC Champion du pays de Galles 2006-2007 - Pärnu JK Champion d'Estonie 2006 - ŽNK Krka Champion de Slovénie 2006-2007 - AEK Kokkinochorion Champion de Chypre 2006-2007 - FK Slovan Duslo Šaľa Champion de Slovaquie 2006-2007 - ZFK Škiponjat Champion de Macédoine 2006-2007 - ŽNK SFK 2000 Sarajevo Champion de Bosnie-Herzégovine 2006-2007 - Alma KTZH Champion de Kazakhstan 2006 - FC NSA Sofia Champion de Bulgarie 2006-2007 - FK Gintra Universitetas Champion de Lituanie 2006 - Dinamo Tbilissi Champion de Géorgie 2006-2007 - Birkirkara FC Champion de Malte 2006-2007 | - CFF Clujana Champion de Roumanie 2006-2007 - Mayo FC Champion d'Irlande 2006-2007 - Glentoran Belfast United Champion d'Irlande du Nord 2006 - Arsenal Kharkiv Champion d'Ukraine 2006-2007 - SV Neulengbach Champion d'Autriche 2006-2007 - KFC Rapide Wezemaal Champion de Belgique 2006-2007 - Maccabi Holon FC Champion d'Israël 2006-2007 - ŽNK Osijek Champion de Croatie 2006-2007 - Cardiff City LFC Champion du pays de Galles 2006-2007 - Pärnu JK Champion d'Estonie 2006 - ŽNK Krka Champion de Slovénie 2006-2007 - AEK Kokkinochorion Champion de Chypre 2006-2007 - FK Slovan Duslo Šaľa Champion de Slovaquie 2006-2007 - ZFK Škiponjat Champion de Macédoine 2006-2007 - ŽNK SFK 2000 Sarajevo Champion de Bosnie-Herzégovine 2006-2007 - Alma KTZH Champion de Kazakhstan 2006 - FC NSA Sofia Champion de Bulgarie 2006-2007 - FK Gintra Universitetas Champion de Lituanie 2006 - Dinamo Tbilissi Champion de Géorgie 2006-2007 - Birkirkara FC Champion de Malte 2006-2007 |

## Calendrier
| Nom                              | Date aller                       | Date retour                      | Équipes participantes            | Équipes restantes                |                                  |
| Première phase de groupes (2007) | Première phase de groupes (2007) | Première phase de groupes (2007) | Première phase de groupes (2007) | Première phase de groupes (2007) | Première phase de groupes (2007) |
| -------------------------------- | -------------------------------- | -------------------------------- | -------------------------------- | -------------------------------- | -------------------------------- |
| Première phase de groupes        | du 9 au 14 août                  | du 9 au 14 août                  | 40                               | 16                               |                                  |
| Deuxième phase de groupes (2007) |                                  |                                  |                                  |                                  |                                  |
| Deuxième phase de groupes        | du 11 au 16 octobre              | du 11 au 16 octobre              | 16                               | 8                                |                                  |
| Phase finale (2007-2008)         |                                  |                                  |                                  |                                  |                                  |
| Quarts de finale                 | 14-15 novembre                   | 21-22 novembre                   | 8                                | 4                                |                                  |
| Demi-finale                      | 29-30 mars                       | 5-6 avril                        | 4                                | 2                                |                                  |
| Finale                           | 17 mai                           | 24 mai                           | 2                                | 1                                |                                  |

## Première phase de groupes

### Groupe A
Les matchs se déroulent à Siauliai et Pakruojis en Lituanie.
| Rang | Équipe                   | Pts | J | G | N | P | Bp | Bc | Diff |
| ---- | ------------------------ | --- | - | - | - | - | -- | -- | ---- |
| 1    | Everton LFC              | 9   | 3 | 3 | 0 | 0 | 20 | 0  | +20  |
| 2    | FFC Zuchwil 05           | 6   | 3 | 2 | 0 | 1 | 11 | 6  | +5   |
| 3    | FK Gintra Universitetas  | 3   | 3 | 1 | 0 | 2 | 2  | 11 | -9   |
| 4    | Glentoran Belfast United | 0   | 3 | 0 | 0 | 3 | 2  | 18 | -16  |

| Résultats (▼dom., ►ext.) |  |     |      |     |
| Everton LFC              |  | 4-0 | 11-0 | 5-0 |
| FK Gintra Universitetas  |  |     | 2-1  | 0-6 |
| Glentoran Belfast United |  |     |      | 1-5 |
| FFC Zuchwil 05           |  |     |      |     |

### Groupe B
Les matchs se déroulent à Toftir et Torshavn aux Îles Féroé.
| Rang | Équipe          | Pts | J | G | N | P | Bp | Bc | Diff |
| ---- | --------------- | --- | - | - | - | - | -- | -- | ---- |
| 1    | Valur Reykjavik | 9   | 3 | 3 | 0 | 0 | 13 | 2  | +11  |
| 2    | FC Honka        | 6   | 3 | 2 | 0 | 1 | 6  | 3  | +3   |
| 3    | ADO La Haye     | 1   | 3 | 0 | 1 | 2 | 2  | 7  | -5   |
| 4    | KÍ Klaksvík     | 1   | 3 | 0 | 1 | 2 | 2  | 11 | -9   |

| Résultats (▼dom., ►ext.) |  |     |     |     |
| ADO La Haye              |  | 0-1 | 1-1 | 1-5 |
| FC Honka                 |  |     | 4-1 | 1-2 |
| KÍ Klaksvík              |  |     |     | 0-6 |
| Valur Reykjavik          |  |     |     |     |

### Groupe C
Les matchs se déroulent à Neulengbach et Sankt Pölten en Autriche.
| Rang | Équipe               | Pts | J | G | N | P | Bp | Bc | Diff |
| ---- | -------------------- | --- | - | - | - | - | -- | -- | ---- |
| 1    | SV Neulengbach       | 9   | 3 | 3 | 0 | 0 | 15 | 4  | +11  |
| 2    | Hibernian Ladies     | 6   | 3 | 2 | 0 | 1 | 15 | 5  | +10  |
| 3    | Gol Częstochowa (en) | 3   | 3 | 1 | 0 | 2 | 6  | 13 | -7   |
| 4    | Mayo FC              | 0   | 3 | 0 | 0 | 3 | 1  | 15 | -14  |

| Résultats (▼dom., ►ext.) |  |     |     |     |
| Gol Częstochowa (en)     |  | 1-4 | 4-1 | 1-8 |
| Hibernian Ladies         |  |     | 8-0 | 3-4 |
| Mayo FC                  |  |     |     | 0-3 |
| SV Neulengbach           |  |     |     |     |

### Groupe D
Les matchs se déroulent à Osijek en Croatie.
| Rang | Équipe              | Pts | J | G | N | P | Bp | Bc | Diff |
| ---- | ------------------- | --- | - | - | - | - | -- | -- | ---- |
| 1    | KFC Rapide Wezemaal | 9   | 3 | 3 | 0 | 0 | 5  | 0  | +5   |
| 2    | SU 1er Décembre     | 6   | 3 | 2 | 0 | 1 | 9  | 1  | +8   |
| 3    | ŽNK Osijek          | 3   | 3 | 1 | 0 | 2 | 2  | 10 | -8   |
| 4    | Cardiff City LFC    | 0   | 3 | 0 | 0 | 3 | 1  | 6  | -5   |

| Résultats (▼dom., ►ext.) |  |     |     |     |
| SU 1er Décembre          |  | 2-0 | 7-0 | 0-1 |
| Cardiff City LFC         |  |     | 1-2 | 0-2 |
| ŽNK Osijek               |  |     |     | 0-2 |
| KFC Rapide Wezemaal      |  |     |     |     |

### Groupe E
Les matchs se déroulent à Ljubljana et Domžale en Slovénie.
| Rang | Équipe                 | Pts | J | G | N | P | Bp | Bc | Diff |
| ---- | ---------------------- | --- | - | - | - | - | -- | -- | ---- |
| 1    | ASDCF Bardolino Vérone | 9   | 3 | 3 | 0 | 0 | 22 | 0  | +22  |
| 2    | Athletic Club          | 6   | 3 | 2 | 0 | 1 | 20 | 1  | +19  |
| 3    | ŽNK Krka               | 3   | 3 | 1 | 0 | 2 | 5  | 10 | -5   |
| 4    | Birkirkara FC          | 0   | 3 | 0 | 0 | 3 | 1  | 37 | -36  |

| Résultats (▼dom., ►ext.) |  |     |      |     |
| Athletic Club            |  | 0-1 | 16-0 | 4-0 |
| ASDCF Bardolino Vérone   |  |     | 16-0 | 5-0 |
| Birkirkara FC            |  |     |      | 1-5 |
| ŽNK Krka                 |  |     |      |     |

### Groupe F
Les matchs se déroulent à Strumica en Macédoine.
| Rang | Équipe                | Pts | J | G | N | P | Bp | Bc | Diff |
| ---- | --------------------- | --- | - | - | - | - | -- | -- | ---- |
| 1    | Olympique lyonnais    | 9   | 3 | 3 | 0 | 0 | 29 | 0  | +29  |
| 2    | ŽNK SFK 2000 Sarajevo | 6   | 3 | 2 | 0 | 1 | 4  | 8  | -4   |
| 3    | ZFK Škiponjat         | 3   | 3 | 1 | 0 | 2 | 4  | 13 | -9   |
| 4    | FK Slovan Duslo Šaľa  | 0   | 3 | 0 | 0 | 3 | 1  | 17 | -16  |

| Résultats (▼dom., ►ext.) |  |      |     |      |
| Olympique lyonnais       |  | 12-0 | 7-0 | 10-0 |
| FK Slovan Duslo Šaľa     |  |      | 0-2 | 1-3  |
| ŽNK SFK 2000 Sarajevo    |  |      |     | 2-1  |
| ZFK Škiponjat            |  |      |     |      |

### Groupe G
Les matchs se déroulent à Krasnoarmeïsk et Tchekhov en Russie.
| Rang | Équipe              | Pts | J | G | N | P | Bp | Bc | Diff |
| ---- | ------------------- | --- | - | - | - | - | -- | -- | ---- |
| 1    | WFC Rossiyanka      | 9   | 3 | 3 | 0 | 0 | 28 | 0  | +28  |
| 2    | Arsenal Kharkiv     | 6   | 3 | 2 | 0 | 1 | 18 | 5  | +13  |
| 3    | ŽFK Mašinac PZP Niš | 3   | 3 | 1 | 0 | 2 | 8  | 13 | -5   |
| 4    | Dinamo Tbilissi     | 0   | 3 | 0 | 0 | 3 | 2  | 38 | -36  |

| Résultats (▼dom., ►ext.) |  |     |     |      |
| Arsenal Kharkiv          |  | 4-2 | 0-3 | 14-0 |
| ŽFK Mašinac PZP Niš      |  |     | 0-7 | 6-2  |
| WFC Rossiyanka           |  |     |     | 18-0 |
| Dinamo Tbilissi          |  |     |     |      |

### Groupe H
Les matchs se déroulent à Thessalonique en Grèce.
| Rang | Équipe                 | Pts | J | G | N | P | Bp | Bc | Diff |
| ---- | ---------------------- | --- | - | - | - | - | -- | -- | ---- |
| 1    | FK Universitet Vitebsk | 9   | 3 | 3 | 0 | 0 | 12 | 0  | +12  |
| 2    | FC NSA Sofia           | 4   | 3 | 1 | 1 | 1 | 5  | 5  | 0    |
| 3    | PAOK Salonique         | 4   | 3 | 1 | 1 | 1 | 5  | 8  | -3   |
| 4    | Pärnu JK               | 0   | 3 | 0 | 0 | 3 | 3  | 12 | -9   |

| Résultats (▼dom., ►ext.) |  |     |     |     |
| PAOK Salonique           |  | 3-2 | 2-2 | 0-4 |
| Pärnu JK                 |  |     | 1-3 | 0-6 |
| FC NSA Sofia             |  |     |     | 0-2 |
| FK Universitet Vitebsk   |  |     |     |     |

### Groupe I
Les matchs se déroulent à Orhei et Chisinau, en Moldavie.
| Rang | Équipe            | Pts | J | G | N | P | Bp | Bc | Diff |
| ---- | ----------------- | --- | - | - | - | - | -- | -- | ---- |
| 1    | Alma KTZH         | 9   | 3 | 3 | 0 | 0 | 13 | 1  | +12  |
| 2    | FC Femina         | 6   | 3 | 2 | 0 | 1 | 9  | 3  | +6   |
| 3    | FC Narta Chişinău | 3   | 3 | 1 | 0 | 2 | 3  | 8  | -5   |
| 4    | Ruslan-93         | 0   | 3 | 0 | 0 | 3 | 1  | 14 | -13  |

| Résultats (▼dom., ►ext.) |  |     |     |     |
| Alma KTZH                |  | 5-0 | 3-1 | 5-0 |
| FC Narta Chişinău        |  |     | 0-2 | 3-1 |
| FC Femina                |  |     |     | 6-0 |
| Ruslan-93                |  |     |     |     |

### Groupe J
Les matchs se déroulent à Holon, Jérusalem et Rishon LeZion en Israël.
| Rang | Équipe             | Pts | J | G | N | P | Bp | Bc | Diff |
| ---- | ------------------ | --- | - | - | - | - | -- | -- | ---- |
| 1    | AC Sparta Prague   | 7   | 3 | 2 | 1 | 0 | 24 | 4  | +20  |
| 2    | CFF Clujana        | 7   | 3 | 2 | 1 | 0 | 15 | 1  | +14  |
| 3    | Maccabi Holon FC   | 3   | 3 | 1 | 0 | 2 | 8  | 8  | 0    |
| 4    | AEK Kokkinochorion | 0   | 3 | 0 | 0 | 3 | 1  | 35 | -34  |

| Résultats (▼dom., ►ext.) |  |     |      |      |
| CFF Clujana              |  | 3-0 | 11-0 | 1-1  |
| Maccabi Holon FC         |  |     | 5-1  | 3-4  |
| AEK Kokkinochorion       |  |     |      | 0-19 |
| AC Sparta Prague         |  |     |      |      |

### Deuxièmes des groupes
Les résultats des deuxièmes de chaque groupe sont repris dans un autre classement, le meilleur se qualifiant également pour la deuxième phase de groupes.
| Rang | Équipe                | Pts | J | G | N | P | Bp | Bc | Diff |
| ---- | --------------------- | --- | - | - | - | - | -- | -- | ---- |
| 1    | CFF Clujana           | 7   | 3 | 2 | 1 | 0 | 15 | 1  | +14  |
| 2    | Athletic Club         | 6   | 3 | 2 | 0 | 1 | 20 | 1  | +19  |
| 3    | Arsenal Kharkiv       | 6   | 3 | 2 | 0 | 1 | 18 | 5  | +13  |
| 4    | Hibernian Ladies      | 6   | 3 | 2 | 0 | 1 | 15 | 5  | +10  |
| 5    | SU 1er Décembre       | 6   | 3 | 2 | 0 | 1 | 9  | 1  | +8   |
| 6    | FC Femina             | 6   | 3 | 2 | 0 | 1 | 9  | 3  | +6   |
| 7    | FFC Zuchwil 05        | 6   | 3 | 2 | 0 | 1 | 11 | 6  | +5   |
| 8    | FC Honka              | 6   | 3 | 2 | 0 | 1 | 6  | 3  | +3   |
| 9    | ŽNK SFK 2000 Sarajevo | 6   | 3 | 2 | 0 | 1 | 4  | 8  | -4   |
| 10   | FC NSA Sofia          | 4   | 3 | 1 | 1 | 1 | 5  | 5  | 0    |

## Deuxième phase de groupes

### Groupe A
Les matchs se déroulent à Borehamwood et Saint Albans en Angleterre.
| Rang | Équipe                 | Pts | J | G | N | P | Bp | Bc | Diff |
| ---- | ---------------------- | --- | - | - | - | - | -- | -- | ---- |
| 1    | Arsenal LFC            | 7   | 3 | 2 | 1 | 0 | 14 | 3  | +11  |
| 2    | ASDCF Bardolino Vérone | 7   | 3 | 2 | 1 | 0 | 11 | 6  | +5   |
| 3    | SV Neulengbach         | 3   | 3 | 1 | 0 | 2 | 5  | 10 | -5   |
| 4    | Alma KTZH              | 0   | 3 | 0 | 0 | 3 | 1  | 12 | -11  |

| Résultats (▼dom., ►ext.) |  |     |     |     |
| Alma KTZH                |  | 0-4 | 1-5 | 0-3 |
| Arsenal LFC              |  |     | 3-3 | 7-0 |
| ASDCF Bardolino Vérone   |  |     |     | 3-2 |
| SV Neulengbach           |  |     |     |     |

### Groupe B
Les matchs se déroulent à Umeå en Suède.
| Rang | Équipe                 | Pts | J | G | N | P | Bp | Bc | Diff |
| ---- | ---------------------- | --- | - | - | - | - | -- | -- | ---- |
| 1    | Umeå IK                | 7   | 3 | 2 | 1 | 0 | 7  | 3  | +4   |
| 2    | WFC Rossiyanka         | 7   | 3 | 2 | 1 | 0 | 7  | 4  | +3   |
| 3    | FK Universitet Vitebsk | 3   | 3 | 1 | 0 | 2 | 2  | 5  | -3   |
| 4    | CFF Clujana            | 0   | 3 | 0 | 0 | 3 | 2  | 6  | -4   |

| Résultats (▼dom., ►ext.) |  |     |     |     |
| CFF Clujana              |  | 1-2 | 1-3 | 0-1 |
| WFC Rossiyanka           |  |     | 2-2 | 3-1 |
| Umeå IK                  |  |     |     | 2-0 |
| FK Universitet Vitebsk   |  |     |     |     |

### Groupe C
Les matchs se déroulent à Bierbeek en Belgique.
| Rang | Équipe              | Pts | J | G | N | P | Bp | Bc | Diff |
| ---- | ------------------- | --- | - | - | - | - | -- | -- | ---- |
| 1    | FFC Francfort       | 7   | 3 | 2 | 1 | 0 | 6  | 3  | +3   |
| 2    | KFC Rapide Wezemaal | 4   | 3 | 1 | 1 | 1 | 3  | 6  | -3   |
| 3    | Everton LFC         | 3   | 3 | 1 | 0 | 2 | 5  | 5  | 0    |
| 4    | Valur Reykjavik     | 3   | 3 | 1 | 0 | 2 | 6  | 6  | 0    |

| Résultats (▼dom., ►ext.) |  |     |     |     |
| Everton LFC              |  | 1-2 | 3-1 | 1-2 |
| FFC Francfort            |  |     | 3-1 | 1-1 |
| Valur Reykjavik          |  |     |     | 4-0 |
| KFC Rapide Wezemaal      |  |     |     |     |

### Groupe D
Les matchs se déroulent à Lyon et Bron en France.
| Rang | Équipe             | Pts | J | G | N | P | Bp | Bc | Diff |
| ---- | ------------------ | --- | - | - | - | - | -- | -- | ---- |
| 1    | Brøndby IF         | 7   | 3 | 2 | 1 | 0 | 3  | 1  | +2   |
| 2    | Olympique lyonnais | 7   | 3 | 2 | 1 | 0 | 3  | 1  | +2   |
| 3    | Kolbotn Fotball    | 3   | 3 | 1 | 0 | 2 | 3  | 3  | 0    |
| 4    | AC Sparta Prague   | 0   | 3 | 0 | 0 | 3 | 3  | 7  | -4   |

| Résultats (▼dom., ►ext.) |  |     |     |     |
| Brøndby IF               |  | 1-0 | 0-0 | 2-1 |
| Kolbotn Fotball          |  |     | 0-1 | 3-1 |
| Olympique lyonnais       |  |     |     | 2-1 |
| AC Sparta Prague         |  |     |     |     |

## Phase finale

### Tableau
|  | Quarts de finale       | Quarts de finale       | Quarts de finale        | Quarts de finale       |                    |                    | Demi-finales            | Demi-finales            | Demi-finales            | Demi-finales            |  |  | Finale            | Finale            | Finale            | Finale            |
|  |                        |                        |                         |                        |                    |                    |                         |                         |                         |                         |  |  |                   |                   |                   |                   |
|  | 14 et 21 novembre 2007 | 14 et 21 novembre 2007 | 14 et 21 novembre 2007  | 14 et 21 novembre 2007 |                    |                    | 29 mars et 5 avril 2008 | 29 mars et 5 avril 2008 | 29 mars et 5 avril 2008 | 29 mars et 5 avril 2008 |  |  | 17 et 24 mai 2008 | 17 et 24 mai 2008 | 17 et 24 mai 2008 | 17 et 24 mai 2008 |
|  | 14 et 21 novembre 2007 | 14 et 21 novembre 2007 | 14 et 21 novembre 2007  | 14 et 21 novembre 2007 |                    |                    | 29 mars et 5 avril 2008 | 29 mars et 5 avril 2008 | 29 mars et 5 avril 2008 | 29 mars et 5 avril 2008 |  |  | 17 et 24 mai 2008 | 17 et 24 mai 2008 | 17 et 24 mai 2008 | 17 et 24 mai 2008 |
|  | 2e Gr. B               | Olympique lyonnais     | 0                       | 3                      |                    |                    | 29 mars et 5 avril 2008 | 29 mars et 5 avril 2008 | 29 mars et 5 avril 2008 | 29 mars et 5 avril 2008 |  |  | 17 et 24 mai 2008 | 17 et 24 mai 2008 | 17 et 24 mai 2008 | 17 et 24 mai 2008 |
|  | 2e Gr. B               | Olympique lyonnais     | 0                       | 3                      |                    |                    | 29 mars et 5 avril 2008 | 29 mars et 5 avril 2008 | 29 mars et 5 avril 2008 | 29 mars et 5 avril 2008 |  |  | 17 et 24 mai 2008 | 17 et 24 mai 2008 | 17 et 24 mai 2008 | 17 et 24 mai 2008 |
|  | 1er Gr. A              | Arsenal LFC            | 0                       | 2                      |                    |                    | 29 mars et 5 avril 2008 | 29 mars et 5 avril 2008 | 29 mars et 5 avril 2008 | 29 mars et 5 avril 2008 |  |  | 17 et 24 mai 2008 | 17 et 24 mai 2008 | 17 et 24 mai 2008 | 17 et 24 mai 2008 |
|  | 1er Gr. A              | Arsenal LFC            | 0                       | 2                      | Olympique lyonnais | Olympique lyonnais | 1                       | 0                       |                         |                         |  |  | 17 et 24 mai 2008 | 17 et 24 mai 2008 | 17 et 24 mai 2008 | 17 et 24 mai 2008 |
|  | 14 et 22 novembre 2007 |                        |                         |                        | Olympique lyonnais | Olympique lyonnais | 1                       | 0                       |                         |                         |  |  | 17 et 24 mai 2008 | 17 et 24 mai 2008 | 17 et 24 mai 2008 | 17 et 24 mai 2008 |
|  |                        |                        | Umeå IK                 | Umeå IK                | 1                  | 0                  |                         |                         |                         |                         |  |  | 17 et 24 mai 2008 | 17 et 24 mai 2008 | 17 et 24 mai 2008 | 17 et 24 mai 2008 |
|  | 2e Gr. C               | KFC Rapide Wezemaal    | Umeå IK                 | Umeå IK                | 1                  | 0                  | 0                       | 0                       |                         |                         |  |  | 17 et 24 mai 2008 | 17 et 24 mai 2008 | 17 et 24 mai 2008 | 17 et 24 mai 2008 |
|  | 2e Gr. C               | KFC Rapide Wezemaal    | 30 mars et 6 avril 2008 |                        |                    |                    | 0                       | 0                       |                         |                         |  |  | 17 et 24 mai 2008 | 17 et 24 mai 2008 | 17 et 24 mai 2008 | 17 et 24 mai 2008 |
|  | 1er Gr. B              | Umeå IK                | 4                       | 6                      |                    |                    |                         |                         |                         |                         |  |  | 17 et 24 mai 2008 | 17 et 24 mai 2008 | 17 et 24 mai 2008 | 17 et 24 mai 2008 |
|  | 1er Gr. B              | Umeå IK                | 4                       | 6                      | Umeå IK            | Umeå IK            | 1                       | 2                       |                         |                         |  |  |                   |                   |                   |                   |
|  | 15 et 21 novembre 2007 |                        |                         |                        | Umeå IK            | Umeå IK            | 1                       | 2                       |                         |                         |  |  |                   |                   |                   |                   |
|  |                        |                        | FFC Francfort           | FFC Francfort          | 1                  | 3                  |                         |                         |                         |                         |  |  |                   |                   |                   |                   |
|  | 2e Gr. D               | WFC Rossiyanka         | FFC Francfort           | FFC Francfort          | 1                  | 3                  | 0                       | 1                       |                         |                         |  |  |                   |                   |                   |                   |
|  | 2e Gr. D               | WFC Rossiyanka         |                         |                        |                    |                    |                         |                         |                         |                         |  |  |                   |                   |                   |                   |
|  | 1er Gr. C              | FFC Francfort          | 0                       | 2                      |                    |                    |                         |                         |                         |                         |  |  |                   |                   |                   |                   |
|  | 1er Gr. C              | FFC Francfort          | 0                       | 2                      | FFC Francfort      | FFC Francfort      | 4                       | 3                       |                         |                         |  |  |                   |                   |                   |                   |
|  | 14 et 21 novembre 2007 |                        |                         |                        | FFC Francfort      | FFC Francfort      | 4                       | 3                       |                         |                         |  |  |                   |                   |                   |                   |
|  |                        |                        | ASDCF Bardolino Vérone  | ASDCF Bardolino Vérone | 2                  | 0                  |                         |                         |                         |                         |  |  |                   |                   |                   |                   |
|  | 2e Gr. A               | ASDCF Bardolino Vérone | ASDCF Bardolino Vérone  | ASDCF Bardolino Vérone | 2                  | 0                  | 0                       | 1 (3)                   |                         |                         |  |  |                   |                   |                   |                   |
|  | 2e Gr. A               | ASDCF Bardolino Vérone |                         |                        |                    |                    |                         | 1 (3)                   |                         |                         |  |  |                   |                   |                   |                   |
|  | 1er Gr. D              | Brøndby IF             | 1                       | 0 (2)                  |                    |                    |                         |                         |                         |                         |  |  |                   |                   |                   |                   |
|  | 1er Gr. D              | Brøndby IF             | 1                       | 0 (2)                  |                    |                    |                         |                         |                         |                         |  |  |                   |                   |                   |                   |
|  |                        |                        |                         |                        |                    |                    |                         |                         |                         |                         |  |  |                   |                   |                   |                   |

### Quarts de finale
| Pays | Club                   | Aller | Retour        | Club          | Pays |
| ---- | ---------------------- | ----- | ------------- | ------------- | ---- |
|      | Olympique lyonnais     | 0-0   | 3-2           | Arsenal LFC   |      |
|      | KFC Rapide Wezemaal    | 0-4   | 0-6           | Umeå IK       |      |
|      | WFC Rossiyanka         | 0-0   | 1-2           | FFC Francfort |      |
|      | ASDCF Bardolino Vérone | 0-1   | 1-0 Tab : 3-2 | Brøndby IF    |      |

### Demi-finales
| Pays | Club               | Aller | Retour | Club                   | Pays |
| ---- | ------------------ | ----- | ------ | ---------------------- | ---- |
|      | Olympique lyonnais | 1-1   | 0-0    | Umeå IK                |      |
|      | FFC Francfort      | 4-2   | 3-0    | ASDCF Bardolino Vérone |      |

### Finale

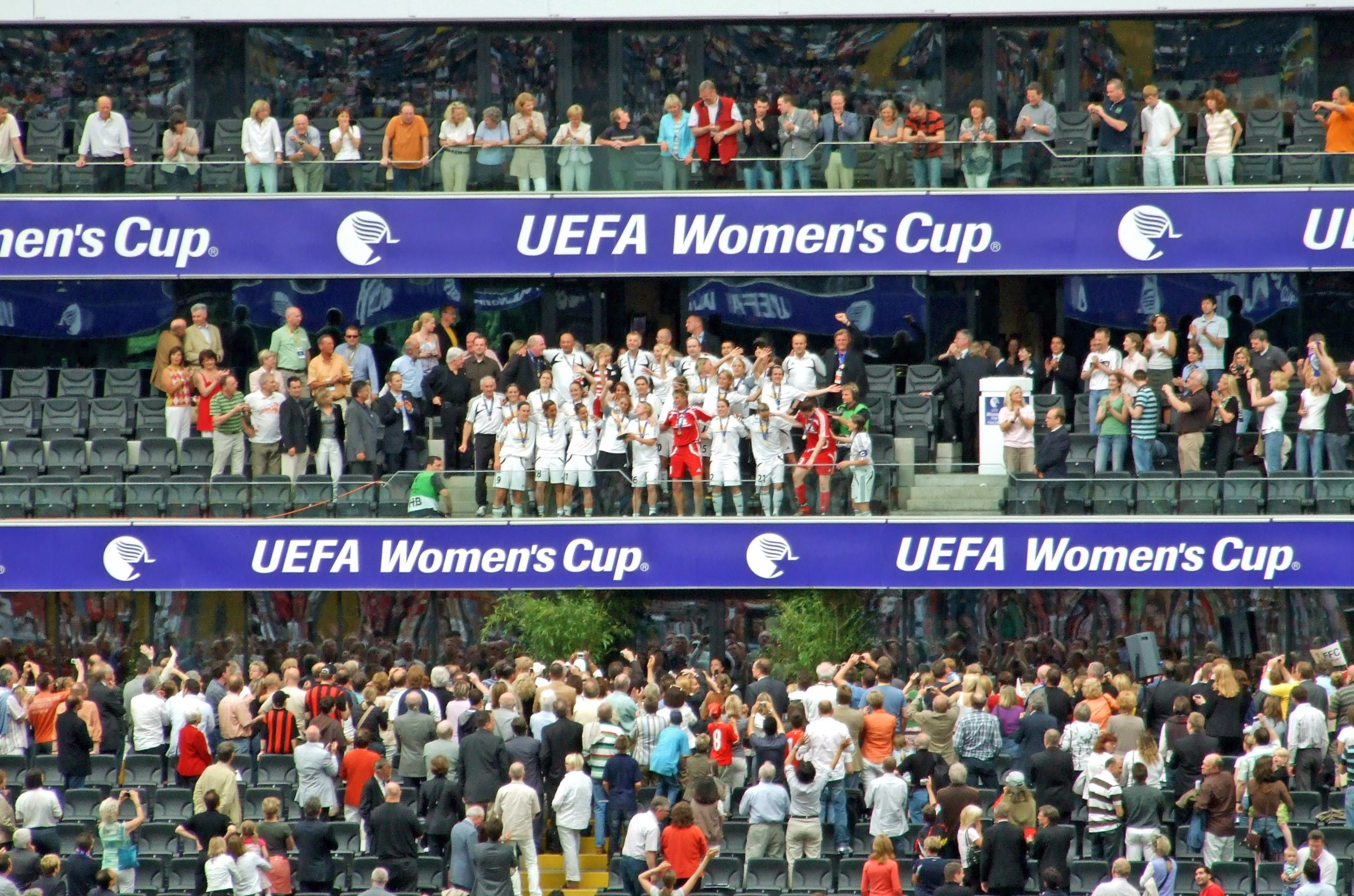
Joueuses du FFC Francfort recevant la coupe.

| Match aller               | Umeå IK                  | 1 - 1 | FFC Francfort    | Gammliavallen, Umeå                          |                                              |
| 17 mai 2008 13 h 00 (CET) | Marta 1re                |       | Conny Pohlers 5e | Spectateurs : 4 128 Arbitrage : Gyöngyi Gaál | Spectateurs : 4 128 Arbitrage : Gyöngyi Gaál |
| 17 mai 2008 13 h 00 (CET) | rapport =rp.html Rapport |       |                  | Spectateurs : 4 128 Arbitrage : Gyöngyi Gaál | Spectateurs : 4 128 Arbitrage : Gyöngyi Gaál |

| G               | 1  | Ulla-Karin Rönnlund |       |  |     |
| D               | 2  | Anna Paulson        |       |  |     |
| D               | 3  | Johanna Frisk       | 90+2e |  |     |
| D               | 4  | Karolina Westberg   |       |  |     |
| D               | 91 | Frida Östberg       |       |  |     |
| M               | 7  | Lisa Dahlkvist      |       |  |     |
| M               | 16 | Mami Yamaguchi      |       |  |     |
| A               | 19 | Ramona Bachmann     | 0     |  | 68e |
| A               | 60 | Marta               |       |  |     |
| A               | 9  | Madeleine Edlund    |       |  |     |
| A               | 13 | Johanna Rasmussen   |       |  |     |
| Remplaçantes :  |    |                     |       |  |     |
| M               | 15 | Emelie Konradsson   | 0     |  | 68e |
| Entraîneur :    |    |                     |       |  |     |
| Andrée Jeglertz |    |                     |       |  |     |

| G                 | 1  | Silke Rottenberg   |   |     |     |
| D                 | 2  | Gina Lewandowski   |   |     |     |
| D                 | 8  | Tina Wunderlich    |   |     |     |
| D                 | 14 | Alexandra Krieger  |   |     |     |
| M                 | 11 | Katrin Kliehm      | 0 |     | 56e |
| M                 | 12 | Meike Weber        | 0 | 87e |     |
| M                 | 25 | Saskia Bartusiak   |   |     |     |
| A                 | 6  | Conny Pohlers      | 0 |     | 83e |
| A                 | 9  | Birgit Prinz       | 0 | 90e |     |
| A                 | 18 | Kerstin Garefrekes | 0 | 37e |     |
| A                 | 20 | Petra Wimbersky    |   |     |     |
| Remplaçantes :    |    |                    |   |     |     |
| D                 | 13 | Sarah Günther      | 0 |     | 56e |
| M                 | 28 | Sandra Smisek      | 0 |     | 83e |
| Entraîneur :      |    |                    |   |     |     |
| Jürgen Tritschoks |    |                    |   |     |     |

| Match retour              | FFC Francfort                                              | 3 – 2 | Umeå IK                                       | Commerzbank-Arena, Francfort-sur-le-Main             |                                                      |
| 24 mai 2008 14 h 15 (CET) | Conny Pohlers 7e · Conny Pohlers 55e · Petra Wimbersky 71e |       | Lisa Dahlkvist 68e (pen.) · Frida Östberg 83e | Spectateurs : 27 640 Arbitrage : Alexandra Ihringova | Spectateurs : 27 640 Arbitrage : Alexandra Ihringova |
| 24 mai 2008 14 h 15 (CET) | rapport =rp.html Rapport                                   |       |                                               | Spectateurs : 27 640 Arbitrage : Alexandra Ihringova | Spectateurs : 27 640 Arbitrage : Alexandra Ihringova |

| G                 | 1  | Silke Rottenberg   | 0 |     | 46e |
| D                 | 2  | Gina Lewandowski   |   |     |     |
| D                 | 8  | Tina Wunderlich    | 0 |     | 90e |
| D                 | 14 | Alexandra Krieger  |   |     |     |
| M                 | 11 | Katrin Kliehm      | 0 | 15e | 47e |
| M                 | 12 | Meike Weber        |   |     |     |
| M                 | 25 | Saskia Bartusiak   |   |     |     |
| A                 | 6  | Conny Pohlers      |   |     |     |
| A                 | 9  | Birgit Prinz       |   |     |     |
| A                 | 18 | Kerstin Garefrekes |   |     |     |
| A                 | 20 | Petra Wimbersky    |   |     |     |
| Remplaçantes :    |    |                    |   |     |     |
| G                 | 23 | Stephanie Ullrich  | 0 |     | 46e |
| D                 | 13 | Sarah Günther      | 0 |     | 47e |
| M                 | 21 | Karolin Thomas     | 0 |     | 90e |
| Entraîneur :      |    |                    |   |     |     |
| Jürgen Tritschoks |    |                    |   |     |     |

| G               | 1  | Ulla-Karin Rönnlund |   |  |     |
| D               | 2  | Anna Paulson        |   |  |     |
| D               | 3  | Johanna Frisk       |   |  |     |
| D               | 4  | Karolina Westberg   |   |  |     |
| D               | 5  | Emma Berglund       | 0 |  | 46e |
| D               | 91 | Frida Östberg       |   |  |     |
| M               | 7  | Lisa Dahlkvist      |   |  |     |
| M               | 16 | Mami Yamaguchi      |   |  |     |
| A               | 60 | Marta               |   |  |     |
| A               | 9  | Madeleine Edlund    | 0 |  | 63e |
| A               | 13 | Johanna Rasmussen   |   |  |     |
| Remplaçantes :  |    |                     |   |  |     |
| A               | 18 | Sofia Jakobsson     | 0 |  | 63e |
| A               | 19 | Ramona Bachmann     | 0 |  | 46e |
| Entraîneur :    |    |                     |   |  |     |
| Andrée Jeglertz |    |                     |   |  |     |

| Champion d'Europe 2008        |
| ----------------------------- |
| Drapeau de l'Allemagne        |
| FFC Francfort Troisième Titre |

## Statistiques
| Rang | Joueuse          | Équipe        | Buts |
| ---- | ---------------- | ------------- | ---- |
| 1    | Marta            | Umeå IK       | 5    |
| 1    | Conny Pohlers    | FFC Francfort | 5    |
| 3    | Madelaine Edlund | Umeå IK       | 3    |
| 3    | Birgit Prinz     | FFC Francfort | 3    |